# Bell, California
Bell este un oraș din California, SUA. Se află la o altitudine de 43 m deasupra nivelului mării. Are o suprafață de 6,783432 km². Populația este de 33.559 locuitori, determinată în 1 aprilie 2020, prin recensământ.